# الکساندر نوز
الکساندر نوز (انگلیسی: Aleksander Knavs؛ زادهٔ ۵ دسامبر ۱۹۷۵) یک بازیکن فوتبال اهل اسلوونی است.
وی همچنین در تیم ملی فوتبال اسلوونی بازی کرده‌است.